# Czarne Małe (województwo zachodniopomorskie)
Czarne Małe (niem. Klein Schwarzsee) – wieś sołecka w Polsce położona w województwie zachodniopomorskim, w powiecie drawskim, w gminie Czaplinek.
Wieś królewska Swartęzel Mały starostwa drahimskiego, pod koniec XVI wieku leżała w powiecie wałeckim województwa poznańskiego. W latach 1975–1998 miejscowość administracyjnie należała do województwa koszalińskiego. W roku 2007 wieś liczyła 162 mieszkańców.
Osada wchodząca w skład sołectwa: Zdziersko.

## Geografia
Wieś leży ok. 8,5 km na wschód od Czaplinka, w pobliżu rzeki Dobrzycy, między Czaplinkiem a miejscowością Łubowo, ok. 1 km na południe od linii kolejowej nr 210.

## Zabytki i atrakcje turystyczne
Wieś ma charakter rolniczy. Znajdują się w niej:
- chałupy z XIX wieku, w tym ryglowe
- kościół pw. Najświętszego Serca Pana Jezusa murowany, neogotycki z 1870 r. Kościół filialny, rzymskokatolicki należący do parafii pw. Matki Bożej Wspomożenia Wiernych w Broczynie, dekanatu Barwice, diecezji koszalińsko-kołobrzeskiej, metropolii szczecińsko-kamieńskiej. Budowla z wysoką, strzelistą wieżą, ostrołukowymi oknami i wyodrębnionym prezbiterium. Na wieży kościoła znajduje się dzwon z 1619 roku wykonany przez stargardzkiego ludwisarza Joahima Karstede[5].

## Komunikacja
Ok. 1 km na północ od wsi znajduje się przystanek kolejowy linii kolejowej nr 210.